# Oster (Manhay)
Oster is een gehucht van Odeigne, welk op zijn beurt een deelgemeente is van de Belgische gemeente Manhay. Oster ligt in de provincie Luxemburg.

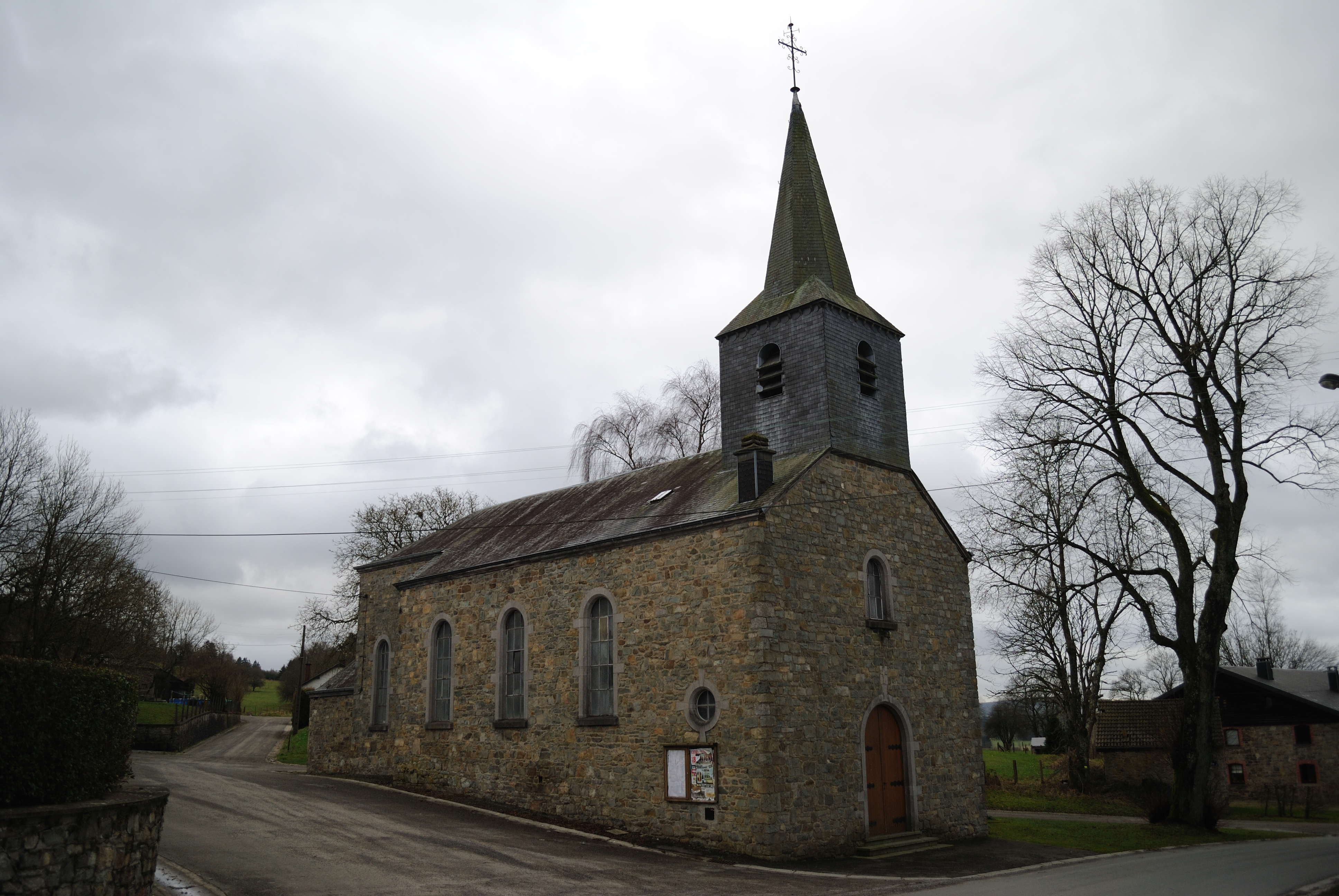
De kerk van Oster